# Elaphoglossum macahense
Elaphoglossum macahense är en träjonväxtart som först beskrevs av Fée, och fick sitt nu gällande namn av Eduard Rosenstock. Elaphoglossum macahense ingår i släktet Elaphoglossum och familjen Dryopteridaceae. Inga underarter finns listade.